# Tethea punctorenalia
Tethea punctorenalia — вид метеликів родини серпокрилок (Drepanidae).

## Поширення
Ендемік Китаю. Поширений у провінціях Шаньсі і Сичуань.